# Syngonorthus
Syngonorthus är ett släkte av fjärilar. Syngonorthus ingår i familjen mätare.
Kladogram enligt Catalogue of Life:
| Syngonorthus | \| \| Syngonorthus bilineata \| \| \| \| \| \| Syngonorthus subpunctatus \| \| \| \| |
|              | \| \| Syngonorthus bilineata \| \| \| \| \| \| Syngonorthus subpunctatus \| \| \| \| |
|              | Syngonorthus bilineata                                                               |
|              |                                                                                      |
|              | Syngonorthus subpunctatus                                                            |
|              |                                                                                      |